# CLOTH ROAD 服裝戰鬥師
《CLOTH ROAD 服裝戰鬥師》（日語：CLOTH ROAD）是原作為倉田英之，作畫由okama負責的日本漫畫作品。於集英社《Ultra Jump》2003年12月号至2011年6月号期間進行連載。單行本全11卷。劇情描述一對雙胞胎姊弟珍妮佛與法克斯，分別以服裝模特兒與服裝設計師的身分，為了查出雙親的下落而踏上冒險的旅途。
台灣由青文出版社代理發行，香港中文版由玉皇朝出版社代理發行。

## 劇情簡介
故事設定在一個以真實世界為原型的架空世界。由於奈米科技的發展帶來紡織業的革命，將電腦的線路與基盤化為紡紗及布料，製作成人類的衣物。這意味著電腦工業與流行品牌的結合，製作服裝的「服裝程式設計師」以及能發揮服裝最大效力的「服裝模特兒」成為時代的主流，由服裝七大頂級品牌支配人類的生活，等同國家的影響力。
四年一度的 CLOTH ROAD 大賽，是七大頂級品牌集聚一地，透過該品牌的頂級模特兒進行一場技術與藝術於一身的戰鬥競賽。而貧民階層的世界，二流三流模特兒也穿著各自設計師所設計的服裝，藉由一種名為「伸展擂台」的比賽進行戰鬥，以贏得獎金。
雖然紡織業革命為世界帶來了便利，但受其排出的瓦斯廢氣影響，地球的臭氧層瀕臨毀滅的危機。七大頂級品牌為解決這個迫切的世界問題，召集全球優秀的服裝設計師，最終研發出史上最大的一件衣服，以七大頂級品牌的七座中央塔支撐，用以抵抗宇宙的有害射線。但是，目前這件地球外衣的使用狀況已經到了極限了……

## 角色介紹

### 主要角色
- 珍妮佛

本作女主角。雙胞胎中的姊姊，為籌募弟弟養父的醫藥費自願擔任模特兒參加「伸展擂台」。活潑開朗，好動不服輸的個性總是引起事端。對流行不感興趣，愛吃零食。
- 法克斯

本作男主角。雙胞胎中的弟弟，在線網擔任參加「伸展擂台」的服裝設計師。個性認真又帶點怯懦，故事中數度陷入自我設限的低潮，但總是能重新提起精神面對挑戰。
- 雪兒

行動衣櫥上的西式人偶，具有自我意識與行動及語言能力。製作者世樂的源內師傅，前任主人為珍妮佛與法克斯之父-賈蒙。
- 莎莎

舊型行動衣櫥，只具有基本的收納、清洗與步行功能，可以聲控取衣。

### 線網
- 克羅西

珍妮佛的養母，不希望珍妮佛與法克斯相認。珍妮佛身著喪服即為哀悼剛過世的克羅西。
- 史奴特

「生活提升委員會」的成員，克羅西過世後，帶著珍妮佛至線網與法克斯相認。與法克斯的養父庫斯達為舊識。
- 花豹

貝卡斯貧民街伸展擂台的三流模特兒，敗給8823。
- 8823

貝卡斯貧民街伸展擂台的三流模特兒，雇用法克斯擔任服裝設計師，以不合理的待遇剝削法克斯。雖藉由法克斯設計的衣服功能戰勝花豹，但由於懸殊的實力差距慘敗給美美介。
- 貝里奴

原本是皇家閹伶的專屬模特兒，後來因為沉迷毒品而淪落風塵。替珍妮佛進行「伸展擂台」的戰鬥基礎訓練。法克斯對貝里奴有著微妙的愛慕之情。
- 庫斯達

線網的裁縫師，法克斯的養父兼師傅。三十年前無法接受賈蒙提出的改良計畫，同時看不慣頂級品牌間的勢力鬥爭而退出地球外衣研發團隊。因舊型奈米物質蔓延全身而命在旦夕，臨終之際鼓舞法克斯離開線網去追求自己的夢想。
- 美美介 / 薇薇安

以美美介之名及「美麗的漂泊者」稱號參加伸展擂台，打扮女性化但出手狠毒，在線網的伸展擂台與珍妮佛對戰，雖然雙方有著懸殊的實力差距，卻因為輕敵而戰敗。另一身分為走訪世界的模特兒星探薇薇安，替皇家閹伶發掘出天才少女茱麗葉。在尼肯淪陷後，誓言奪回被賈蒙帶走的茱麗葉。
- 茱麗葉

美美介發掘的天才模特兒少女，總是在手上抱著一隻熊娃娃；擁有優秀的天賦與無限的潛能，但不明世事，價值觀錯誤，怕生，拒絕與陌生人接觸。擅長以髮刃進行戰鬥。在皇家閹伶與珍．美終止合作後，代表皇家閹伶參加 CLOTH ROAD 大賽，並輕鬆戰勝怯戰的巨岩代表 CPU。尼肯淪陷後，受到賈蒙魅力吸引加入賈蒙一家，在千鈞一髮之際解除賈蒙危機，並阻止逃走的費洛與馬丘比丘。

### 畢斯可
- 帕提洛

慕里妮姊妹之姊，為服裝設計師，與妹妹自稱宇宙無敵超級優秀搭檔。左腳為義肢，運動能力較差。服裝以黑色系為基調。在畢斯可為爭奪法斯克與珍妮佛父親留下的稀有布料進行伸展擂台的競賽。
- 昆蒂

慕里妮姊妹之妹，為設計師姊姊專屬的模特兒，擁有千錘百鍊的肉體，最愛穿著束腰上衣及緊身長褲。在畢斯可的伸展擂台與珍妮佛對戰。

### 七大頂級品牌

#### 皇家閹伶
布登王國的首都，以其頂級品牌之塔為中心拓展腹地的巨大城市。皇家閹伶歷史十分悠久，據說在過去禁止女性站上舞台的時代，於歌劇院表演的閹人歌手，其專屬裁縫師就是皇家閹伶的起源。紡織業革命以前的黃金期，皇家閹伶將製作男性服飾的技術運用在女性服飾上，兼具機能性與高品質的服裝，身受當時活躍於社會的女性們喜愛，此後皇家閹伶便逐漸發展成今日的頂級品牌。以傳統浪漫風格與戲劇般華麗服飾聞名，皇家閹伶是最受大眾喜愛的品牌。
- 珍‧美

前皇家閹伶的專屬模特兒，在大賽達成三連霸的傳說模特兒，有著雙捲髮的美麗女子，本身只對美妙的事物感興趣，是位力與美的追求者。因史克普的緣故喜歡花卉，自比為花朵。珍妮佛的師父。在決鬥中不敵換穿賈蒙新衣的茱麗葉，被賈蒙抓住進而改造。因排斥反應陷入瀕死，後被法克斯結合白鳳成為服飾化生命。
與白鳳結合時因為記憶超過白鳳的承載量因而被刪除近幾十小時的記憶。〈也就是與賈蒙等人戰鬥、被茱麗葉打敗的記憶〉
成為服飾化生命後成為珍妮佛的戰鬥夥伴。〈藉以讓珍妮佛操控〉
性格出登場時給人傲慢的高貴氣息，實際上本性溫柔而專注，在本作中不論到各地都有大量瘋狂支持的群眾。
- 史克普

珍‧美的老管家，自珍‧美還小時就服侍著珍‧美。對珍‧美而言是比父母還親近的存在，亦是讓珍‧美喜愛上花朵的人。
剪刀高手，為了珍‧美可以不擇手段，生命以珍‧美為中心。
珍‧美被茱麗葉刺傷即將赴死前，史克普挺身抵擋，以犧牲一條手臂為珍‧美換取2.5秒的反擊時間，但珍‧美卻用這時間救了他，並說「沒有你的世界根本不美麗」。
在法克斯猶豫要不要將珍‧美改造為完全的服飾化生命時，史克普以「如果你放著不管我就自殺到黃泉再繼續服侍珍‧美小姐」。
- 小雪 小普

珍‧美的隨從。
- 多卡

皇家閹伶的設計師之一，與庫斯達是友人，喜歡愛奴。執著於凡人與天才，被賈蒙蠱惑，參與了人類支撐天衣的計畫。
對於天衣布料的記憶被賈蒙奪走，在法克斯被抓時指導法克斯使用機械手，所以亦是法克斯的師傅 。
賈蒙後來將記憶還給多卡，卻使其性情大變，實際狀況未明。
- 姬達
- 吉羅
- 愛奴

地下競技場出現的模特兒新秀，活潑的蘿莉模樣，擁有過人的天賦，甚至在衣服未變行前就已動作〈造成必須停滯幾秒來等待服裝變化〉
多卡與庫斯達因緣際會發現了她，後被皇家閹伶簽下成為專屬模特兒，喜歡貓咪，成為史上最年輕的大賽冠軍。當時讓群眾為之瘋狂。
性格體貼溫柔，喜歡把快樂分享給大家。
賈蒙之妻，法克斯與珍妮佛的母親，初遇賈蒙即以「不能放出這個人，他有很黑暗與悲傷的感覺」預告，實際相戀、成婚過程不明。
後來成為天衣計畫的犧牲者，支撐起保護地球的服裝。
現被賈蒙逢入黑布，十七個月後會正式邁入死亡。

#### 尼肯
以運動製造商起家的頂級品牌，專門研發有效提升身體機能的服裝，使人類得以作出超越極限的動作。藉由運動工學所創造的流線型曲線及造型，不斷向未來的肉體美邁進。
尼肯房建物與人民服裝設計都以流線造型為基礎
- 馬丘比丘

尼肯的頂級模特兒，透過全方位訓練增強運動能力，穿著擁有輔助機能的緊身服裝，擁有均衡的體能和意志力，以速度見長。為 CLOTH ROAD 大賽的老手，一開賽以出其不意的攻勢成功襲擊了勇士戰輪的阿爾法洛、自我主義的卡比斯、巨岩的 CPU，但仍敵不過蟬連數屆冠軍的珍．美。在賈蒙一家侵占尼肯之時，不敵夏布拉遭到俘虜。後來由潛入的暗黑樂團費洛救出，並一起策劃挾持賈蒙。最後在逃亡時，不敵茱麗葉重傷而亡。
- 阿比比．布希首相

#### 暗黑樂團
- 費洛．法蘭斯

暗黑樂團的頂級模特兒，穿著破爛的衣服。擅長融合體味和香水，醞釀出絕妙的香味誘惑人心。為了精準地區別味道，進化出巨大的鼻子。為 CLOTH ROAD 大賽的老手，成功以香味誘惑了世樂的代表巴琴，但仍敵不過蟬連數屆冠軍的珍．美。在尼肯淪陷後，成功潛入賈蒙一家，並與馬丘比丘策劃挾持賈蒙。最後在逃亡時，不敵茱麗葉重傷而亡。
- 傑森總司令

#### 自我主義
最年輕的頂級品牌，但實際上從四千多年前，就已經聚集了無數的成衣工廠。去繁從簡、簡單俐落是自我主義的特徵，幾何圖案是唯一的裝飾。除了簡樸的風格給人充滿智慧的印象，他們的服飾也適合所有年齡層。有別於其他頂級品牌只想研發模特兒的衣服，自我主義則是致力於製作一般人穿著的衣服，擁有全世界最高的流通率。自我主義乃是當今最具潛力的品牌。
從自我主義人民服裝與國情設定可知，自我主義的原型是參考自中國。
- 卡比斯克畢羅

自我主義的頂級模特兒，徹底貫徹自我主義理念，追求人人平等的理想，會為了達成目的不擇手段。第一次參加 CLOTH ROAD 大賽，一開賽就遭到尼肯的馬丘比丘奇襲，但也同時扳回一城。在珍．美亂入大賽會場後，自覺實力的差距而放棄比賽。在皇家閹伶遭到賈蒙一家毀滅後，邀請法斯克與珍妮佛加入自我主義。為了證明自我主義的理念成效，與珍妮佛進行鐵人三項的競賽，最終以平手作結。尼肯淪陷後，加入頂級品牌同盟軍共同討伐賈蒙一家，擔任後勤補給的任務。
- 茶茶．潘席兒

自我主義的設計師，卡比斯的服裝都是出自她的設計。設計的服裝合身、儉約、功能性強。
- 馬斯蒂

#### 世樂
位於極東的島國，是擁有獨特價值觀的品牌。布料製法自由豐富，並且能順應氣候變化，柔軟舒適。世樂的和服擁有多功能的細緻圖案，如畫般美麗。由於世樂的鎖國政策，發展出獨特的思想與美學。世樂的衣服大多活用自然材質，並使用「機關」來代替微電腦的功能。
- 巴琴

世樂的頂級模特兒，同時是世樂第一位同時擁有相撲冠軍橫綱與頂級模特兒頭銜的人。比賽前會大量增加肌肉與脂肪使體格巨大化。第一次參加 CLOTH ROAD 大賽，開賽前與暗黑樂團的費洛發生過節。開賽後敗於費洛的香味誘惑。尼肯淪陷後，一度因為理念與個人恩怨拒絕了勇士戰輪阿爾法洛的結盟邀請，最後因為源內師傅的出面才答應加入同盟。
- 式部

賈蒙設計的機關人偶，相當於雪兒的姐姐的存在。造型與源內過世的女兒相貌相同。
本是源內在設計製造，卻讓賈蒙在看過設計後一夜完成。
鼻子能接受費洛蒙通訊。
- 八房

與莎莎設計相似的機關。
- 源內師傅

世樂的國寶級師父，對穿針苦手。撿到年幼的賈蒙，因喪子的投射情感撫養了他，本打算將賈蒙培養成繼承人。
反對西洋的機械，崇尚世樂特有的空靈之美，收集自然材料製作不用電路板的機關。

#### 勇士戰輪
- 亞道夫．阿爾法洛．奧迪

勇士戰輪的頂級模特兒，以騎士精神守護勇士戰輪的名譽與榮耀。服裝可以變形為集中炮火型態進行攻擊。第一次參加 CLOTH ROAD 大賽，一開賽就遭到尼肯的馬丘比丘奇襲，雖以猛烈炮火反擊，最後仍跟不上馬丘比丘的速度而戰敗。尼肯淪陷後，以頂級品牌同盟軍特使的身分遊說其他頂級品牌進行結盟。在邀請世樂結盟時，與巴琴因理念不合發生爭執。心繫前線戰況吃緊的姊姊露杜比中將而趕往救援。
- 露杜比．修爾茲．奧迪

率領無敵艦隊的女性中將，阿爾法洛的姐姐，模樣相似。

#### 巨岩
- CPU

巨岩的頂級模特兒，同時身兼設計師。在巨岩是超人氣偶像。第一次參加 CLOTH ROAD 大賽，一開賽就遭到尼肯的馬丘比丘奇襲。怯戰的 CPU 最後被皇家閹伶的茱麗葉攻擊後放棄比賽。

### 賈蒙一家
- 賈蒙

法克斯與珍妮佛之父、愛奴的丈夫、源內的養子。
本作極惡的存在，頂尖的天才設計師。
執著於天才這兩個字的狂人，其改造珍‧美、毀滅皇家閹伶與尼肯的行為被源內痛斥「你已經失去人類該有的良心嗎？」。
天衣的製作者，讓愛奴得以支撐保護地球的服裝之人。
在世界各地搜尋擁有才能的模特兒，還將其收為自己家人，目前已經知道長相和姓名的有十二名(第6-第7冊)，之前是否還有其他的模特兒便是不得而知。
但在見到茱麗葉，並為她的「天才」瘋狂後，便將那些模特兒視為可拋棄物，將他們改造成服飾化生命體後的對白更為明顯(第7冊)。
- 夏布拉
- 帕蘿絲
- 鐵虎
- 芭娜克兒
- 達東尼奧
- 安可拉
- 尼丘．普丘
- 莫利
- 布拉迪
- 奧裘
- 寇利多拉斯
- 庫兒

## 出版書籍
| 卷數 | 集英社         | 集英社                 | 青文出版社     | 青文出版社             |
| 卷數 | 發售日期       | ISBN                   | 發售日期       | ISBN                   |
| ---- | -------------- | ---------------------- | -------------- | ---------------------- |
| 1    | 2004年8月19日  | ISBN 4-08-876669-5     | 2007年12月21日 | ISBN 978-986-209-195-1 |
| 2    | 2005年4月19日  | ISBN 4-08-876793-4     | 2008年1月7日   | ISBN 978-986-209-235-4 |
| 3    | 2006年2月17日  | ISBN 4-08-877032-3     | 2008年2月1日   | ISBN 978-986-209-288-0 |
| 4    | 2007年2月19日  | ISBN 978-4-08-877166-3 | 2008年3月5日   | ISBN 978-986-209-337-5 |
| 5    | 2007年12月19日 | ISBN 978-4-08-877334-6 | 2008年5月31日  | ISBN 978-986-209-378-8 |
| 6    | 2008年5月19日  | ISBN 978-4-08-877452-7 | 2008年7月8日   | ISBN 978-986-209-495-2 |
| 7    | 2009年6月19日  | ISBN 978-4-08-877673-6 | 2009年10月8日  | ISBN 978-986-209-970-4 |
| 8    | 2009年12月18日 | ISBN 978-4-08-877781-8 | 2010年3月22日  | ISBN 978-986-256-225-3 |
| 9    | 2010年9月17日  | ISBN 978-4-08-879006-0 | 2010年12月16日 | ISBN 978-986-256-583-4 |
| 10   | 2011年5月19日  | ISBN 978-4-08-879151-7 | 2011年9月9日   | ISBN 978-986-256-835-4 |
| 11   | 2011年6月17日  | ISBN 978-4-08-879165-4 | 2012年2月3日   | ISBN 978-986-310-058-4 |

## 有聲漫畫
集英社於2007年改編成VOMIC（有聲漫畫）共四話，以漫畫前六話分鏡為基礎，配合聲優生動的聲音演出與背景音樂改製而成。

### 主要配音員
- 法克斯 - 阿部敦
- 珍妮佛 - 伊藤静
- 庫斯達 - 秋元羊介
- 史奴特 - さとうあい
- 8823 - 千々和竜策
- 美美介 - 斎賀みつき
- 貝里奴 - 藤村歩

## 外部連結
- VOMIC 『CLOTH ROAD』（页面存档备份，存于） - 集英社 s-cast.net 有聲漫畫（日語）